# Jules Ackermans
Jules Jozef Ackermans (1938) is een Belgisch voormalig bedrijfsleider en bestuurder.

## Levensloop
Jules Ackermans studeerde toegepaste economische wetenschappen aan de Katholieke Universiteit Leuven. Na zijn studies ging hij bij BULL in Brussel aan de slag. In 1963 maakte hij de overstap naar Ford Genk, maar nog geen jaar later begon hij een carrière van meer dan 20 jaar bij Clayson (later Sperry New Holland). In 1985 ging Ackermans bij Volkswagen Vorst aan de slag, eerst als financieel directeur en vanaf 1991 als voorzitter-gedelegeerd bestuurder. Hij beëindigde er zijn carrière in 1998.
Hij was tevens voorzitter van het Verbond van Belgische Ondernemingen Brussel, ondervoorzitter van Agoria, vicevoorzitter van FEBIAC en lid van het directiecomité van het VBO. Ook was hij commissaris-generaal van cultuurfestival Europalia, ondervoorzitter van de Vrienden van de Koninklijke Musea voor Schone Kunsten van België, bestuurder van Etex, bestuurder van het AZ Damiaan in Oostende en voorzitter van Ekonomika Brussel.